# Супириор (Аризона)
Супириор (енгл. Superior) град је у америчкој савезној држави Аризона. По попису становништва из 2010. у њему је живело 2.837 становника.

## Демографија
Према попису становништва из 2010. у граду је живело 2.837 становника, што је 417 (12,8%) становника мање него 2000. године.
| Група             | 2000.         | 2010.         |
| Белци             | 939 (28,9%)   | 819 (28,9%)   |
| Афроамериканци    | 15 (0,5%)     | 17 (0,6%)     |
| Азијати           | 11 (0,3%)     | 18 (0,6%)     |
| Хиспаноамериканци | 2.248 (69,1%) | 1.942 (68,5%) |
| Укупно            | 3.254         | 2.837         |